# Секст Квинтилий Кондиан (консул 180 года)
Секст Квинти́лий Кондиа́н (лат. Sextus Quintilius Condianus) — римский государственный деятель второй половины II века.
Кондиан происходил из азиатского города Александрия Троадская. Его отцом был консул 151 года Секст Квинтилий Валерий Максим.
Из рассказа Диона Кассия выходит, что в 178/179 году в Паннонии Кондиан и его двоюродный брат Секст Квинтилий Максим проводили военные операции в ходе Маркоманской войны. Возможно, что в это время он находился на посту наместника Нижней Паннонии. В провинции Кондиан находился до 179 года, после чего вернулся в Рим, чтобы занять должность ординарного консула в 180 году вместе с Гаем Бруттием Презентом. Кондиан был казнен в 182 году по приказу Коммода.